# Tadeusz Gepner

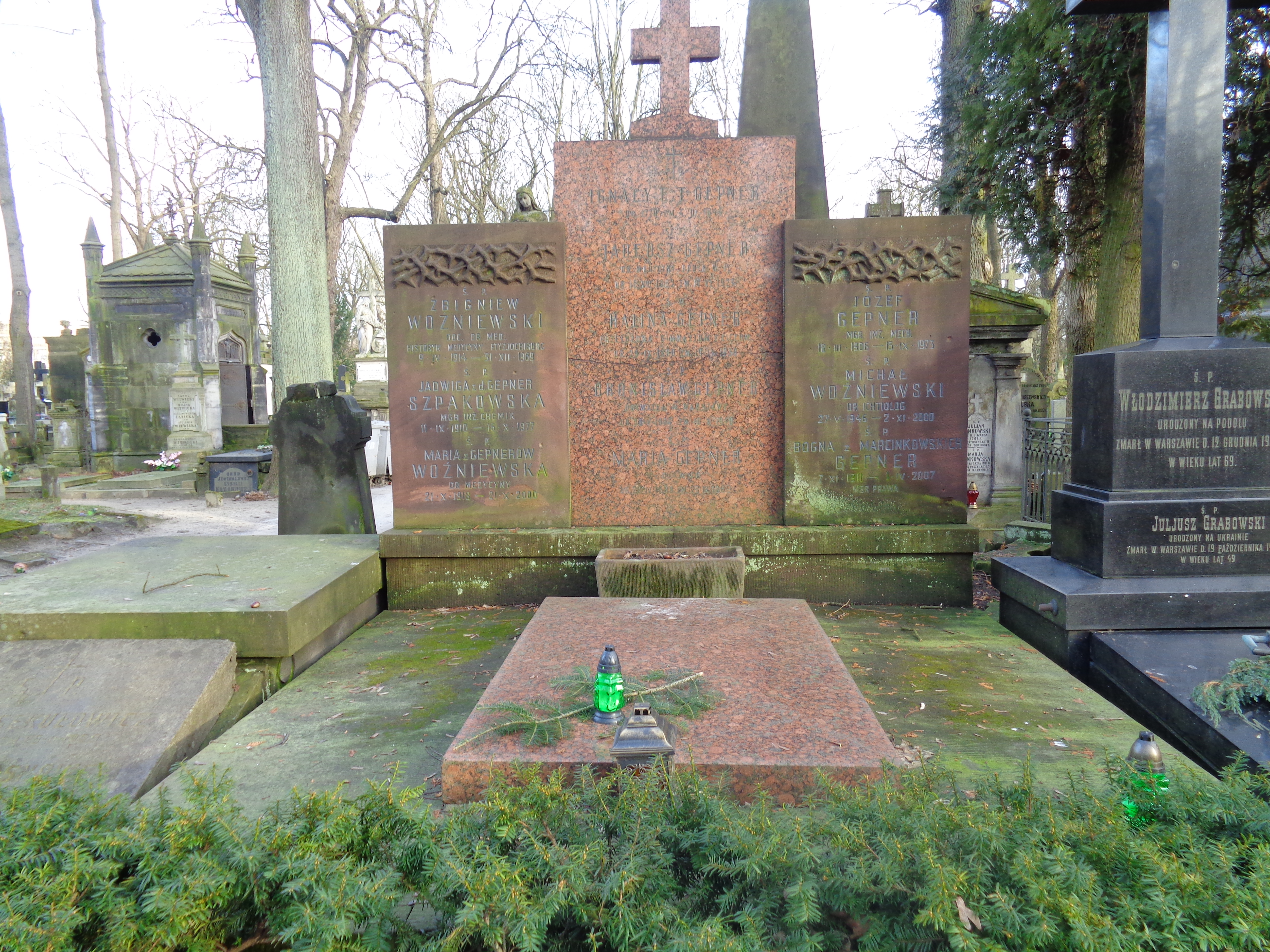
Grób Tadeusza Gepnera na cmentarzu Powązkowskim

Tadeusz Marian Gepner (ur. 15 sierpnia 1882 w Warszawie, zm. 17 czerwca 1929 tamże) – polski lekarz neurolog i psychiatra.

## Życiorys
Syn adwokata Stanisława  i Heleny z Jaroszewskich , miał brata Bronisława i siostry Adelę i Halinę. Ukończył V Gimnazjum w Warszawie. Studiował medycynę na Uniwersytecie Warszawskim, w 1905 opuścił uczelnię i ukończył studia na Uniwersytecie Jagiellońskim. Po studiach związany z kliniką neurologiczno-psychiatryczną kierowaną przez Jana Piltza. W 1907 nostryfikował dyplom na Uniwersytecie w Dorpacie. Od 1907 do 1909 lekarz w szpitalu psychiatrycznym w Kochanówce, od 1910 do 1914 jako ordynator w zakładzie w Tworkach. Od 1909 do 1910 uzupełniał studia za granicą, głównie w Monachium pod kierunkiem Aloisa Alzheimera i Emila Kraepelina. W 1914 powołany do wojska, przebywał w Rosji w latach 1915 do 1918. 19 lutego 1918 wstąpił jako ochotnik do wojska polskiego, w którym dosłużył się stopnia podpułkownika. W II Rzeczypospolitej był przez kilka miesięcy referentem Wydziału Opieki nad Umysłowo Chorymi w Ministerstwie Zdrowia Publicznego. Był ordynatorem oddziału neurologicznego Szpitala Ujazdowskiego, potem starszym ordynatorem I Szpitala Okręgowego im. Marszałka Piłsudskiego. Członek założyciel Polskiego Towarzystwa Psychiatrycznego, członek Towarzystwa Lekarskiego Warszawskiego.
Pochowany jest na cmentarzu Powązkowskim w Warszawie w grobie rodzinnym (kwatera 38, rząd 6, miejsce 2,3).

## Prace
- Zasady pielęgnowania i leczenia umysłowo chorych, 1908
- O komórkach pałeczkowatych w układzie nerwowym ośrodkowym, „Gazeta Lekarska” 46 (50), 1345–1347, 1911
- O spisie umysłowo chorych w Królestwie Polskiem, 1919
- Z praktyki wojskowo-lekarskiej; neurologja w armji francuskiej, „Lekarz Wojskowy” 1 (6), s. 14–18, 1920.